# Johan Diderik Grüner
Johan Diderik Grüner (ur. 27 lipca 1661, zm. 25 marca 1712) – duński dyplomata i polityk.
W latach 1700–1709 był szefem duńskiej misji dyplomatycznej w Sztokholmie. Miał rangę chargé d’affaires.

## Literatura
- Emil Marquard, Danske Gesandter og Gesantdskabspersonale indtil 1914. Köbenhavn, Munksgaard, 1952.